# 268. pehotni polk (Italija)
268. pehotni polk Caserta je bil pehotni polk Kraljeve italijanske kopenske vojske.

## Zgodovina
Med prvo svetovno vojno je polk deloval na soški fronti.